# 瓦伊瓦什山脈
瓦伊瓦什山脈（西班牙語：Cordillera Huayhuash）是秘魯的山脈，位於安卡什大區、利馬大區和瓦努科大區的交界，屬於安第斯山脈的一部分，全長30公里，最高點海拔高度6,635米。

## 外部連結
- Everything you need to know to hike Huayhuash （页面存档备份，存于）
- Information about Cordillera Huayhuash trekking circuit, good map （页面存档备份，存于）